# Charles Maturin
Charles Robert Maturin (Dublin, 25 september 1780 – aldaar, 30 oktober 1824) was een Iers protestants geestelijke, behorend tot de Church of Ireland en schrijver van romans en toneelstukken die worden gerekend tot de gothic literatuur.
Charles Maturin stamde af van een familie van hugenoten die hun toevlucht hadden gezocht in Ierland. 
Hij bezocht Trinity College en werd kort daarna tot geestelijke gewijd.
Maturin schreef drie toneelstukken, alle tragedies, waarvan er slechts één een echt succes werd: Bertram (1815) werd met succes opgevoerd in het Koninklijk Theater Drury Lane in Londen. Zijn andere stukken, Manuel (1817) en Fredolfo (1819) deden het minder goed.
Zijn horrorromans konden rekenen op meer bijval. Zijn eerste boek, The Fatal Vengeance, dateert uit 1807. Dit werd gevolgd door The Wild Irish Boy (1808), The Milesian Chief (1811) en Women, or Pour et Contre (1818). Zijn bekendste en nog altijd gelezen werk is de gothic novel Melmoth the Wanderer die in 1820 werd gepubliceerd. In 1824 verscheen nog de historische roman The Albigenses, waarin weerwolven voorkomen.